# Långnäbbad kakadua
Långnäbbad kakadua (Cacatua tenuirostris) är en kakadua som lever i Australien.

## Utseende
Långnäbbad kakadua är cirka 40 centimeter lång. Den är mestadels vit, med rosa ansikte och panna. Den har även svagt rosa fjädrar på bröst och mage, och gula på undersidan av vingarna och stjärten. Den har en ganska lång vit näbb, som används för att gräva efter rötter och frön. Tofsen är kort. Den har en blågrå ring av naken hud runt ögat, blåvit näbb och blågrå fötter.

## Utbredning och systematik
Arten har en liten utbredning och bebor oftast skogsmark, flodbankar och jordbruksmark i sydöstra Australien. Den behandlas som monotypisk, det vill säga att den inte delas in i några underarter.

## Beteende
Den lever av rotknölar, lökar, frön och säd. Den bor i trädhål och lägger två till fyra vita ägg, som ruvas i cirka 29 dagar.

## Namn
Det svenska trivialnamnet "långnäbbad kakadua" har också varit synonym för arten västaustralisk kakadua (C. pastinator). Den har också kallats näskakadua.

## Status och hot
Arten har ett stort utbredningsområde och tros öka i antal. Internationella naturvårdsunionen IUCN listar den därför som livskraftig (LC).